# Cheiracanthium kashmirense
Cheiracanthium kashmirense là một loài nhện trong họ Miturgidae.
Loài này thuộc chi Cheiracanthium. Cheiracanthium kashmirense được miêu tả năm 1991 bởi Majumder & Benoy Krishna Tikader.